# 韋嗣立
韋 嗣立（い しりつ、654年 - 719年）は、唐代の官僚・政治家。字は延構。本貫は鄭州陽武県。

## 経歴
韋思謙と王氏のあいだの子として生まれた。母の王氏は嗣立の異母兄の韋承慶に対して厳しく、彼女が杖罰を加えようとするたびに、嗣立は必ず衣を脱いで兄の代わりに罰を受けようとした。王氏が聞き入れなかったので、嗣立は自らを杖で打った。王氏がこれを察知すると、韋承慶にも情けを施すようになった。当時の人々は嗣立の孝悌を晋の王祥や王覧にたとえた。嗣立は若くして進士に及第し、双流県令に任じられた。統治の成績は、蜀中で第一であった。三度異動して萊蕪県令となった。韋承慶が病のため鳳閣舎人の職から去ると、嗣立は武則天に召し出されて、兄に代わって鳳閣舎人となった。ときに学校が荒廃しており、刑法が濫用されて処罰が苛酷であったため、嗣立は上疏して武則天を諫めた。
ほどなく秋官侍郎に転じた。長安4年（704年）、鳳閣侍郎・同鳳閣鸞台平章事（宰相）となった。李嶠・唐休璟らの提議により宰相が大州の刺史を兼務することとなると、嗣立は本官のまま汴州刺史を検校した。
嗣立は成均祭酒に転じ、検校魏州刺史を兼ねた。さらに洺州刺史に転じた。神龍元年（705年）、ほどなく韋承慶が張易之兄弟についていたことから罪に問われると、嗣立は兄の罪に連座して饒州長史に左遷された。神龍2年（706年）、召還されて太僕寺少卿となり、掌吏部選事を兼ねた。相州刺史となった。韋承慶が死去すると、嗣立は代わって黄門侍郎となった。太府寺卿に転じ、修文館学士を加えられた。
景龍3年（709年）、兵部尚書・同中書門下三品となった。ときに中宗が寺観を尊び飾り、みだりに封邑を人々に与えていたことから、嗣立は上疏してこれを諫めた。上疏は聞き入れられなかった。
嗣立は韋皇后の一族としては疎遠な続柄であったが、中宗は特別に韋皇后の実家の属籍に編入させ、驪山の別荘を褒美として与えていた。中宗は自らその別荘に行幸し、詩序を作り、従官に詩を賦させた。嗣立はその住居が清虚原の幽棲谷にあったことから、名づけて逍遙公に封じられた。景雲元年（710年）、韋皇后が敗亡すると、嗣立は一族として連座するところだったが、寧王李憲の母方のおばの夫であったことから、李憲に救護されて罪を免れた。睿宗が復位すると、嗣立は中書令に任じられた。ほどなく許州刺史として出向した。開元初年、入朝して国子祭酒となった。かつて宗楚客・韋温らが中宗の遺勅を書き換えたのを、嗣立が当時宰相の地位にありながら抑制できなかった罪を弾劾されて、岳州別駕に左遷された。長らくを経て、陳州刺史に転じた。開元7年（719年）、死去した。享年は66。兵部尚書の位を追贈された。諡は孝といった。

## 子女
- 韋孚（左司員外郎）[12]
- 韋恒[12][11]
- 韋済[12][11]

## 伝記資料
- 『旧唐書』巻88 列伝第38
- 『新唐書』巻116 列伝第41